# 生年別推理作家一覧 1960年代
生年別推理作家一覧 1960年代は、1960年代生まれの推理作家の生年別一覧である。
日本で活動する推理作家および、日本語訳のある日本以外の推理作家名を掲載する。また、推理小説にゆかりの深い翻訳家、評論家、編集者名も併せて掲載する。

## 1960年生
日本
- 青井夏海
- 秋津朗
- 阿部陽一
- 綾辻行人
- 伊岡瞬
- 石田衣良
- 井上雅彦
- 小笠原慧
- 小野不由美
- 倉阪鬼一郎
- 谺健二
- 斎藤肇
- 佐飛通俊
- 神護かずみ
- 鈴木輝一郎
- 天童荒太
- 鳥飼否宇
- 西澤保彦
- 野沢尚
- 乃南アサ
- 松尾由美
- 宮部みゆき
- 両角長彦
- 山本巧次
- 湯川薫（文庫化の際に、竹内薫名義に変更）
- 吉田恭教

イギリス
- イアン・ランキン

イタリア
- カルロ・ルカレッリ
- マルチェロ・フォイス

オーストリア
- ヴォルフ・ハース

## 1961年生
日本
- 五十嵐貴久
- 一本木透
- 歌野晶午
- 海堂尊
- 桂木希
- 鏑木蓮
- 川崎草志
- 岸田るり子
- 北森鴻
- 酒本歩
- 佐野広実
- 澤木喬
- 嶋中潤
- 小路幸也
- 真保裕一
- 蘇部健一
- 永井するみ
- 中山七里
- 服部真澄
- 東一眞
- 日野真人
- 藤木稟
- 松嶋智左
- 丸山正樹
- 森谷明子

アイスランド
- アーナルデュル・インドリダソン

アメリカ
- ティモシー・ヘミオン（しばしば日本にも滞在）

イタリア
- ジャンリーコ・カロフィーリオ

スウェーデン
- アンデシュ・ルースルンド

ドイツ
- ヴォルフラム・フライシュハウアー

## 1962年生
日本
- 秋梨惟喬
- 麻加朋
- 我孫子武丸
- 大谷睦
- 尾崎諒馬
- 倉知淳
- 剣持鷹士
- 小林泰三
- 田中啓文
- 塔山郁
- 樋口京輔（上杉那郎に改名）

アルゼンチン
- ギジェルモ・マルティネス

スウェーデン
- リサ・マークルンド

ドイツ
- フォルカー・クッチャー
- アンドレア・M・シェンケル

ベトナム系フランス人
- タン・ヴァン・トラン・ニュット

## 1963年生
日本
- 池井戸潤
- 石崎幸二
- 乾くるみ
- 歌田年
- 内山純
- 岡田秀文
- 香納諒一
- 京極夏彦
- 霧舎巧
- 志駕晃
- 菅浩江
- 月村了衛
- 堂場瞬一
- 戸田義長
- 那藤功一（くろきすがや）
- 早瀬乱
- 深津十一
- 深水黎一郎
- 福田悠
- 森福都
- 若竹七海

アメリカ
- マイケル・シェイボン

アルゼンチン
- パブロ・デ・サンティス

インド
- ヴィカース・スワループ

スウェーデン
- ヨハン・テオリン

ドイツ
- シャルロッテ・リンク

ベトナム系フランス人
- キム・トラン・ニュット

## 1964年生
日本
- 麻宮好
- 飛鳥部勝則
- 安萬純一
- 井上ほのか
- 恩田陸
- 北國浩二
- 玖村まゆみ
- 佐倉淳一
- 迫光
- 殊能将之
- 高野和明
- 津原泰水
- 直島翔
- 永嶋恵美
- 法月綸太郎
- はやみねかおる
- ほしおさなえ
- 真梨幸子
- 光原百合
- 嶺里俊介
- 物集高音
- 吉永南央
- 依井貴裕

アメリカ
- ダン・ブラウン
- スジャータ・マッシー

イタリア
- アレッサンドロ・ペリッシノット

スペイン
- カルロス・ルイス・サフォン

ドイツ
- ヤーコプ・アルユーニ
- フェルディナント・フォン・シーラッハ

フィンランド
- レーナ・レヘトライネン

## 1965年生
日本
- 麻見和史
- 射逆裕二
- 遠藤秀紀
- 大村友貴美
- 小川勝己
- 叶紙器
- 久綱さざれ
- 小西マサテル
- 小森健太朗
- 咲沢くれは
- 直原冬明
- 新野剛志
- 菅谷淳夫（くろきすがや）
- 蓮見恭子
- 馳星周
- 林泰広
- まさきとしか
- 松浦千恵美
- 矢野龍王
- 山田宗樹

アメリカ
- デニス・ルヘイン

スウェーデン
- カーリン・アルヴテーゲン

香港
- 莫理斯（トレヴァー・モリス）

## 1966年生
日本
- 浅倉卓弥
- 石持浅海
- 遠藤武文
- 垣根涼介
- 加藤実秋
- 加納朋子
- 新堂冬樹
- 菅野奈津
- 高野史緒
- 戸南浩平
- 初瀬礼
- 古川日出男
- 水原秀策
- 美輪和音

イギリス
- サラ・ウォーターズ

オーストリア
- ペーター・R・ヴィーニンガー

スウェーデン
- オーサ・ラーソン

中国 / イギリス
- ダイアン・ウェイ・リャン

## 1967年生
日本
- 佐々木俊介
- 沢村浩輔
- 関田涙
- 高畑京一郎
- 日明恩
- 長浦京
- 中西智明
- 中野順一
- 西式豊
- 福田和代
- 伏尾美紀
- 三上洸
- 村木美涼
- 本江ユキ
- 柳広司
- 山田彩人

イギリス
- デイヴィッド・ピース（居住地は日本）

オーストリア
- マルク・エルスベルグ

ドイツ
- ゾラン・ドヴェンカー
- ネレ・ノイハウス
- クリスティアーネ・マルティーニ

台湾
- 藍霄（ランシャウ）

## 1968年生
日本
- 蒼井上鷹
- 大倉崇裕
- 上遠野浩平
- 川中大樹
- 雫井脩介
- 瀬名秀明
- 戸梶圭太
- 貫井徳郎
- 秦建日子
- 春坂咲月
- 東川篤哉
- 東山彰良
- 福井晴敏
- 増田忠則
- 宮園ありあ
- 望月武
- 大和浩則
- 柚月裕子

オーストリア
- マルティン・アマンスハウザー

カナダ
- アンドリュー・パイパー

韓国
- ファン・セヨン

## 1969年生
日本
- 梶永正史
- 柏木伸介
- 神家正成
- 倉数茂
- 黒田研二
- 近藤史恵
- 坂木司
- 丹野文月
- 登美丘丈
- 長沢樹
- 七尾与史
- ハセベバクシンオー
- 誉田哲也
- 麻耶雄嵩
- 薬丸岳

イタリア
- ジュゼッペ・ジェンナ

他の年代へ
（19世紀 - 1901 - 1910年代 - 1920年代 - 1930年代 - 1940年代 - 1950年代 - 1960年代 - 1970年代 - 1980年代 - 1990年代）